# Doublet H et K du calcium

Les raies K et H du spectre solaire.

Le doublet violet des raies de Fraunhofer H et K du calcium ionisé une fois est un ensemble de deux raies spectrales du calcium ionisé une fois (Ca II), observées en spectroscopie aux longueurs d'onde de 3 933 Å et 3 969 Å.
Les raies H et K sont deux des raies de Fraunhofer. En 1922, la commission des classifications spectrales de l'Union astronomique internationale a normalisé leur notation (H et K) ainsi que celle de sept autres raies de Fraunhofer (A, a, B, α, D, b et G).
Ces deux raies sont notamment utilisées pour déterminer l'activité des étoiles. Pour cela, l'indice noté R′HK est utilisé.